# Wojciech Żywny
Wojciech Żywny (13 de maig de 1756 - † 21 de febrer de 1842), nascut a Bohèmia, va ser un pianista i violinista polonès. Va ser el primer mestre de piano de Frédéric Chopin.
Żywny néixer a Mšeno, a la Regió de Bohèmia Central (actualment a la República Txeca), i es va convertir en un alumne de Jan Kuchar. En la seva joventut, durant el regnat d'Estanislau August Poniatowski, i es va traslladar a Polònia per convertir-se en el tutor de música dels fills de la princesa Sapieha. Més tard es va traslladar a Varsòvia.
Chopin va rebre lliçons de Żywny des de 1816 fins a 1822, quan les habilitats de Chopin van superar les del seu mestre. Li ensenyà a estimar l'obra de Bach i de Mozart. El 1821, als onze anys, Chopin li va dedicar la Polonesa en la bemoll major amb motiu de la celebració del seu sant.
Żywny va morir en 1842, als 85 anys, a Varsòvia.